# Hermann Neudolt
Hermann Neudolt (* 24. März 1952) ist ein ehemaliger österreichischer Kugelstoßer.
Bei den Leichtathletik-Halleneuropameisterschaften 1979 in Wien wurde er Achter.
1974, 1976, 1977 und 1978 wurde er österreichischer Meister.

## Persönliche Bestleistungen
- Kugelstoßen: 17,81 m, 14. Mai 1977, Wien
  - Halle: 16,86 m, 4. Februar 1979, Wien
- Diskuswurf: 56,88 m, 8. August 1981, Innsbruck